# Senfthaus
Das Senfthaus war ein Fachwerkgebäude am Marktplatz der oberfränkischen Stadt Weismain, mit der Adresse Am Markt 28. Es galt als das größte und repräsentativste Wohnhaus von Mitgliedern der wohlhabenden Weismainer Bürgerfamilie Senft. Die älteste Bausubstanz stammte aus dem ausgehenden 16. Jahrhundert. Seit dem Abbruch des Hauses im Jahr 1973 stellt der ehemalige Standort des Gebäudes eine Baulücke in der Weismainer Altstadt dar.

## Geschichte
Der Bauherr Moritz Senft († 1605) hatte das Anwesen mit Vorgängerbau nach dem Tod seiner Eltern Matthes († 1578) und Kunigunda († 1585) geerbt. Aus nicht näher bekannten Gründen ließ er sein Elternhaus abreißen und an selber Stelle ein neues Wohnhaus bauen, das bis auf geringe Baumaßnahmen unverändert bis zu seinem Abriss 1973 stand. Nach dem Tod des Moritz Senft ging das Haus in den Besitz seiner Witwe Barbara über. Sie vermachte das Haus nach ihrem Tod 1619 ihrem Sohn Johann (Hans), der es 1625 verkaufte.

## Architektur
Das Gebäude wurde als breitgelagerter Bau mit massiven, sandsteinernem Erdgeschoss errichtet. Darüber schlossen ein Fachwerkobergeschoss sowie vier Dachgeschosse bis zur Spitze des Giebels an. Das Erdgeschoss war und verputzt und verfügte über ein großes Tor mit profiliertem Spitzbogen, das in den Innenhof des Hauses führte. Neben dem Tor befanden sich je zwei rechteckige Fenster mit profiliertem Rahmen. Sowohl das Obergeschoss, als auch die Giebelwände wurden in sichtbarer Fachwerkbauweise errichtet. Zu einem späteren Zeitpunkt wurde die gesamte Fachwerkfassade verschiefert. Den Abschluss des Hauses bildete ein verschiefertes Satteldach. Im 20. Jahrhundert wurden für ein Schaufenster zwei der Erdgeschossfenster entfernt.